# إيكاترينا كالينشوك
إيكاترينا إيلاريونوفنا كالينشوك (الروسية: Екатерина Илларионовна Калинчук ؛ 2 ديسمبر 1922 - 13 يوليو 1997) لاعبة جمباز سوفيتية شاركت في الألعاب الأولمبية الصيفية 1952 في هلسنكي، كانت عضوًا غير مسجل في الفريق السوفيتي الحائز على الميدالية الذهبية. فازت بشكل فردي بميدالية ذهبية في منصة القفز وميدالية فضية في حدث الأجهزة المحمولة للفريق الذي توقف الآن.